# Arxipreste de la Basílica Vaticana
L'Arxipreste de la Basílica Vaticana és el màxim responsable de l'activitat cultural i pastoral de la basílica. El càrrec d'arxipreste és molt antic i està reservat a un cardenal: des del 20 de febrer de 2021 se n'encarrega el cardenal Mauro Gambetti, O.F.M.Conv.
Des del 1991, abolida la figura del Bisbe Sagristà de Sa Santedat, que des de la creació de l'estat Vaticà el febrer de 1929 era també Vicari General de l'Estat de la Ciutat del Vaticà, les seves competències han estat assignades a l'arxipreste de la Basílica Vaticana.

## Arxipretes de la Basílica Vaticana
A partire dal 1053 gli arcipreti della Basilica Vaticana furono:
- Giovanni (1053)
- Deusdedit (1092)
- Azzo (1103–1104)
- Rustico de' Rustici (ca. 1128–1131?)
- Griffone (1138–1139)
- Pietro (ca.1140?–1144)
- Bernard (1145?–1176?)
- Giovanni da Sutri (1178–1180)
- Guglielmo di Champagne (1185 - 1198)
- Ugolino dei conti di Segni (1198–1206)
- Guido Pierleone (1206/7–1228)
- Stefano de Normandis dei Conti (1231–1254)
- Riccardo Annibaldi (1254–1276)
- Giovanni Gaetano Orsini (1276–1277)
- Matteo Rubeo Orsini (1277 – 1305)
- Napoleó Orsini Frangipani (1306–1342)
- Annibaldo di Ceccano (1342–1350)
- Guillaume de La Jugie (1362–1365)
- Rinaldo Orsini (1366–1374)
- Hugues de Saint-Martial (1374–1378)
- Felip d'Alençon (1378–1397)
- Cristoforo Maroni (1397–1404)
- Angelo Acciaiuoli (1404–1408)
- Antonio Calvi (1408–1411)
- Pedro Fernández de Frías (1412–1418)
- Alamanno Adimari (1418 - 1422)
- Antonio Correr (1422–1434)
- Giordano Orsini (1434–1438)
- Giuliano Cesarini (1439–1444)
- Pietro Barbo (1445–1464)
- Richard Olivier de Longueil (1464–1470)
- Giovanni Battista Zeno (1470–1501)
- Joan Llopis (10 de maig - 5 d'agost de 1501)
- Ippolito d'Este (1501–1520)
- Marco Cornaro (1520)
- Franciotto Orsini (1520–1530)
- Francesco Corsaro seniore (1530–1543)
- Alessandro Farnese (1543–1589)
- Giovanni Evangelista Pallotta (1589–1620)
- Scipione Caffarelli-Borghese (1620–1633)
- Francesco Barberini (1633–1667)
- Carlo Barberini (1667–1704)
- Francesco Nerli (1704–1708)
- Annibale Albani (1712–1751)
- Henry Benedict Stuart (1751–1807)
- Romoaldo Braschi-Onesti (1807–1817)
- Alessandro Mattei (1817–1820)
- Pietro Francesco Galleffi (6 de maig de 1820 – 18 de juny de 1837)
- Giacomo Giustiniani (1 de juliol de 1837 – 24 de febrer de 1843)
- Mario Mattei (11 de març de 1843 – 7 d'octubre de 1870)
- Niccola Clarelli Parracciani (8 d'octubre de 1870 – 7 de juliol de 1872)
- Edoardo Borromeo (10 de juliol de 1872 – 30 de novembre de 1881)
- Edward Henry Howard (12 de desembre de 1881 – 16 de setembre de 1892)
- Francesco Ricci Paracciani (6 d'octubre de 1892 – 9 de març de 1894)
- Mariano Rampolla del Tindaro (21 de març de 1894 – 16 de desembre de 1913)
- Rafael Merry del Val y Zulueta (12 de gener de 1914 – 26 de febrer de 1930)
- Eugenio Pacelli (25 de març de 1930 - 2 de març de 1939)
- Federico Tedeschini (14 de març de 1939 – 2 de novembre de 1959)
- Domenico Tardini (14 de novembre de 1959 – 30 de juliol de 1961)
- Paolo Marella (14 d'agost de 1961 – 8 de febrer de 1983)
- Aurelio Sabattani (8 de febrer de 1983 – 1 de juliol de 1991)
- Virgilio Noè (1 de juliol de 1991 – 24 d'abril de 2002)
- Francesco Marchisano (24 d'abril de 2002 – 31 d'octubre de 2006)
- Angelo Comastri (31 d'octubre de 2006 – 20 de febrer de 2021)
- Mauro Gambetti, O.F.M.Conv., des del 20 de febrer de 2021